# The Fur Coat
The Fur Coat è un cortometraggio muto del 1910 diretto da Harry Solter e interpretato dall'attore canadese Charles Arling.

## Trama
Trama di Moving Picture World synopsis in (EN)  su IMDb

## Produzione
Il film fu prodotto dall'Independent Moving Pictures Co. of America (IMP)

## Distribuzione
Il film - un cortometraggio in una bobina - uscì nelle sale statunitensi il 20 ottobre 1910, distribuito dalla Motion Picture Distributors and Sales Company. In Danimarca, uscì il 17 luglio 1911 con il titolo Pelsen.